# Miłowit Kuniński
Miłowit Kuniński (ur. 10 września 1946 w Lingen, w Niemczech, zm. 9 czerwca 2018 w Krakowie) – polski historyk filozofii i filozof polityczny, profesor Zakładu Historii Filozofii w Instytucie Filozofii na Uniwersytecie Jagiellońskim, a także, w latach 2002–2008, profesor WSB-NLU w Nowym Sączu; prezes Ośrodka Myśli Politycznej, członek redakcji „Civitas. Studia z filozofii polityki”.

## Życiorys
W 1964, po ukończeniu II Liceum im. Króla Jana III Sobieskiego w Krakowie, wstąpił na Uniwersytet Jagielloński, na którym studiował filozofię, krótko polonistykę, potem socjologię. W 1977 r. uzyskał stopień doktora nauk humanistycznych na podstawie rozprawy napisanej pod opieką Stefana Nowaka Myślenie modelowe w socjologii Maxa Webera. Habilitował się w 2000 roku.
W latach 2004–2013 był profesorem nadzwyczajnym Uniwersytetu Jagiellońskiego, w latach 2002–2008 i 2013–2016 w Wyższej Szkole Biznesu NLU w Nowym Sączu. W latach 2006–2012 był wicedyrektorem i dyrektorem Instytutu Filozofii UJ. Działał w składzie Narodowej Rady Rozwoju przy prezydencie RP. Pełnił funkcję prezesa Ośrodka Myśli Politycznej.
W dziedzinie historii filozofii koncentrował się na filozofii nowożytnej i współczesnej, a zwłaszcza na filozofii politycznej. Brał udział w międzynarodowych konferencjach historyczno-filozoficznych i był ich współorganizatorem.
Jego syn Tomasz Kuniński pracował w Zakładzie Etyki w Instytucie Filozofii UJ. 

## Odznaczenia i nagrody
- 1981 – Nagroda Indywidualna III stopnia Ministra Nauki, Szkolnictwa Wyższego i Techniki
- 1985 – Nagroda Rektora UJ
- 1989 – Zespołowa Nagroda II stopnia Ministra Edukacji Narodowej
- 2007 – Nagroda im. prof. Marcina Bielskiego

## Wybrane publikacje
Publikacje książkowe
- Myślenie modelowe w socjologii Maxa Webera (Kraków 1980)
- Wiedza, etyka i polityka w myśli F.A. von Hayeka (Kraków 1999)
- O cnotach, demokracji i liberalizmie rozumnym (Kraków 2006)

Artykuły
- Miłowit Kuniński. Komunitaryzm, czyli o bliskich związkach filozofii politycznej i socjologii. „Diametros”. nr 8, s. 127–131, czerwiec 2006.
- Miłowit Kuniński. Sprawiedliwość globalna: Szlachetny ideał czy rzetelna teoria?. „Diametros”. nr 26, s. 136–153, grudzień 2010.